# Grigorije Nikolić
Grigorije Nikolić (en serbe cyrillique : Григорије Николић) était un peintre serbe du XIXe siècle. Il a surtout réalisé des icônes, notamment pour des iconostases.

## Quelques réalisations
- l'iconostase de l'église Saint-Nicolas de Šid en 1787[1] ;
- les icônes du trône de la Mère de Dieu dans l'église Saint-Théodore-Tiron d'Irig en 1801[2].

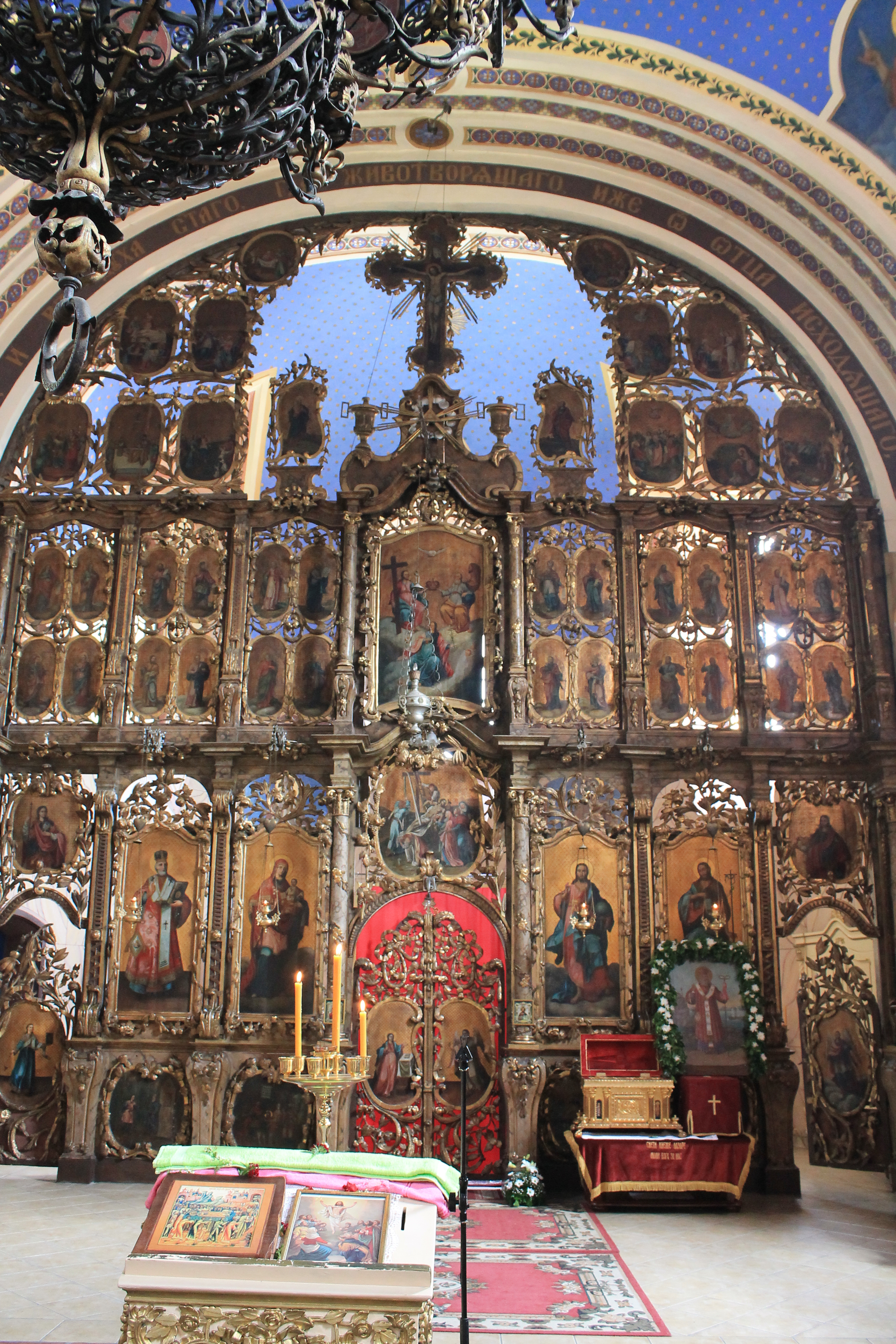
L'iconostase de l'église Saint-Nicolas de Šid.